# Bernhard von Langenbeck

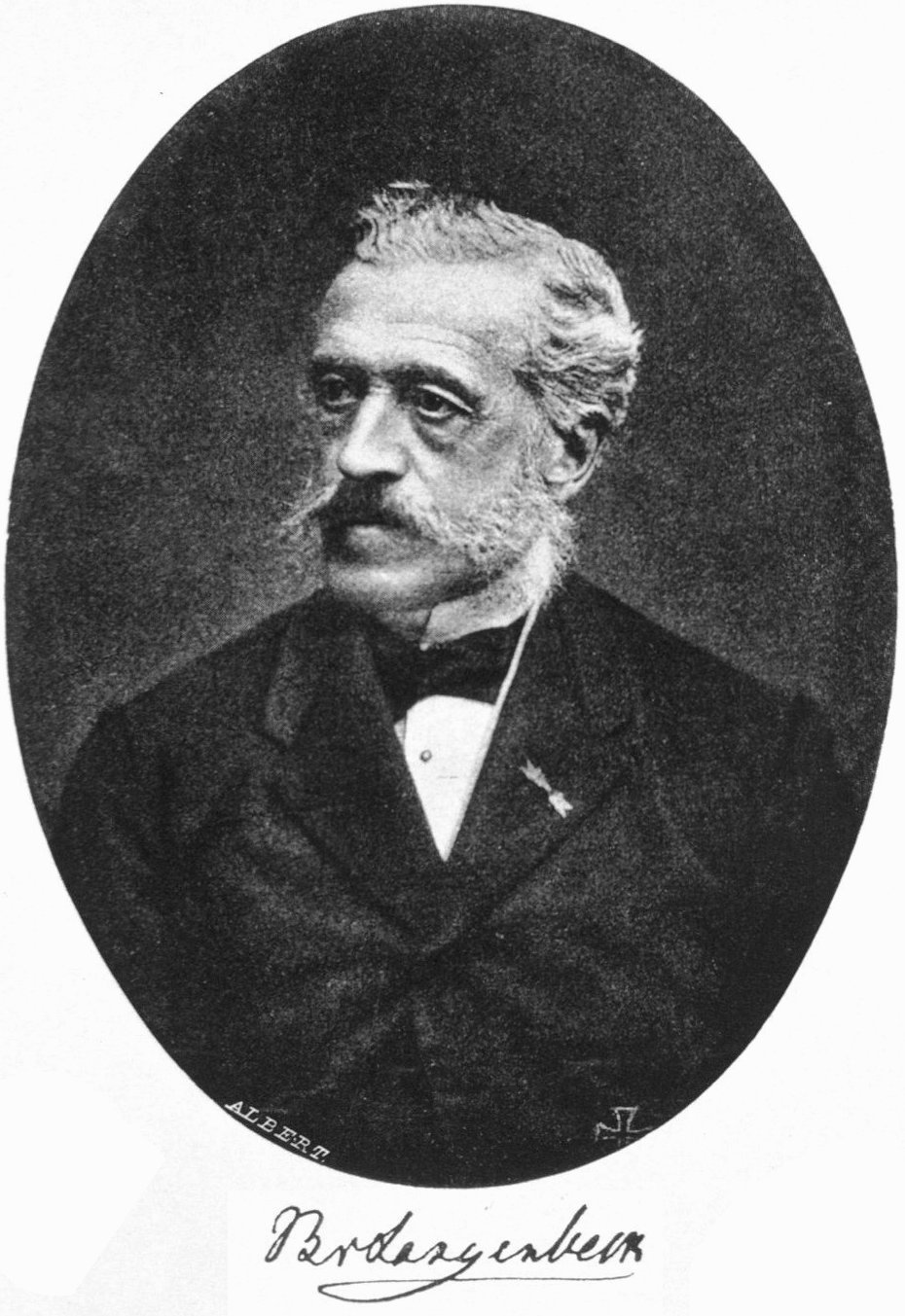
Bernhard von Langenbeck

Bernhard Rudolf Konrad Langenbeck, ab 1864 von Langenbeck, (* 9. November 1810 in Padingbüttel, Königreich Hannover; † 29. September 1887 in Wiesbaden) war ein deutscher Chirurg. Von 1848 bis 1882 leitete er als Professor die II. Chirurgische Klinik in Berlin. Er gehörte zu den bedeutendsten Vertretern der Chirurgie seiner Zeit und war Mitbegründer der Deutschen Gesellschaft für Chirurgie.

## Leben
Bernhard Langenbecks Eltern waren der Pastor Georg Langenbeck (* 26. September 1766; † 12. Dezember 1844) und Johanna Charlotte Elisabeth Sussmann. Nach der Ernennung des Vaters zum Superintendenten in Sandstedt im Jahr 1827 wurde Langenbeck, zuvor nur von seinem Vater unterrichtet, Schüler am Andreas-Gymnasium in Hildesheim und am dortigen Internat untergebracht.
Nach Erwerb des Reifezeugnis begann er 1830 das Medizinstudium an der Georg-August-Universität Göttingen, wo sein in Horneburg geborener Onkel Konrad Johann Martin Langenbeck als Professor Anatomie und Chirurgie lehrte. Der Neffe promovierte 1835 mit der Dissertation De retinae structura penitiore (Über die innere Struktur der Netzhaut). Ein Jahr später veröffentlichte er die Untersuchung De retina observationes anatomica-pathologicae (Über die Netzhaut - anatomisch-pathologische Beobachtungen). Für diese Untersuchung erhielt Langenbeck ein Stipendium, das ihm eine zweijährige Studienreise nach England, Frankreich, Holland und Belgien möglich machte. Seit 1829 war er Mitglied des Corps Hassia Göttingen. Später wurde er Ehrenmitglied des Corps.
Nach der Studienreise habilitierte sich Langenbeck 1838 in Göttingen als Privatdozent der Physiologie und pathologischen Anatomie. Die Ernennung zum außerordentlichen Professor erfolgte im Sommersemester 1841. Bereits 1842 wurde er mit 32 Jahren als Ordinarius für Chirurgie an die Christian-Albrechts-Universität zu Kiel berufen, die sich bis zu ihrer Zerstörung im Zweiten Weltkrieg im Schlossgarten befand. Langenbeck leitete in Kiel zugleich das nahegelegene Friedrichshospital in der Flämischen Straße.
Acht Tage nach dem Tode von Johann Friedrich Dieffenbach als Nachfolger vorgeschlagen, übernahm Langenbeck am 13. Mai 1848 die Leitung der Charité-Chirurgie in Berlin. Sein Nachfolger in Kiel wurde Louis Stromeyer. In der Zeit von 1848 bis 1882 machte Langenbeck als Inhaber des Lehrstuhls für Chirurgie die Chirurgische Klinik der Charité zum Zentrum der Chirurgie Europas, den Ernst von Bergmann als sein Nachfolger 1882 übernahm. Außerdem war er am Jüdischen Krankenhaus tätig. 1866/67 amtierte er als Rektor der Universität.

## Gründungen
Langenbeck gründete 1860 zusammen mit seinen Schülern Theodor Billroth und Ernst Julius Gurlt die Zeitschrift Archiv für klinische Chirurgie, die heute noch besteht als Langenbeck's Archives of Surgery. Von ihm ging die Initiative aus, die gemeinsam mit Gustav Simon und Richard von Volkmann im Jahr 1872 zur Gründung der Deutschen Gesellschaft für Chirurgie führte, deren Präsident er bis 1885 war und zu deren lebenslänglichen Ehrenvorsitzender er gewählt wurde.

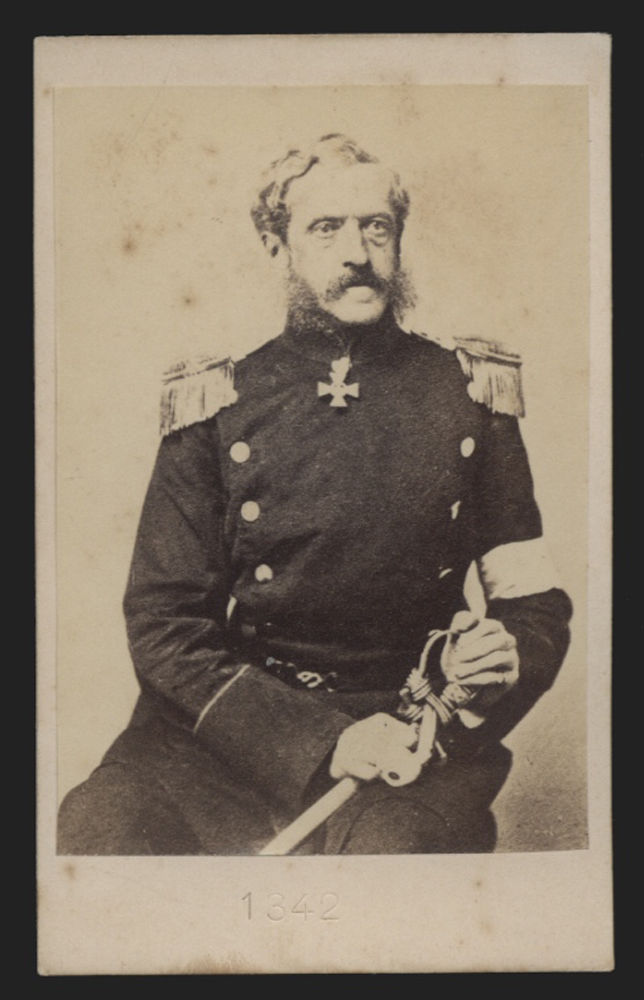
Bernhard von Langenbeck als Generalstabsarzt im Deutsch-Dänischen Krieg 1864.

Trotz seiner Spezialisierung zur Chirurgie innerhalb der Medizin war ihm – ähnlich wie Rudolf Virchow – der intensive Kontakt zur allgemeinen Ärzteschaft und deren weitgefächerten Fortbildung sehr wichtig. Aus diesem Grund gründete er 1860 mit R. Virchow und Albrecht von Graefe die Berliner Medizinische Gesellschaft, zu deren Vorsitzendem er von 1872 bis 1882 gewählt wurde und deren Ehrenvorsitzender er lebenslänglich blieb. Beiden Gesellschaften gehört heute wieder das Langenbeck-Virchow-Haus in der Berliner Luisenstraße, an dessen Fassade und in dessen Räumen an von Langenbeck erinnert wird (s. u.).

## Militärkarriere
Als Sanitätsoffizier der Preußischen Armee nahm Langenbeck an allen deutschen Einigungskriegen teil. Im Schleswig-Holsteinischen Krieg (1848–1851) der Herzogtümer gegen Dänemark und im Deutsch-Dänischen Krieg (1864) wurde er als Generalstabsarzt eingesetzt. Für seine Verdienste erhob ihn König Wilhelm I. am 9. Juli 1864 in den erblichen preußischen Adelsstand.
Als Generalarzt und I. Beratender Chirurg der preußischen Armeen sowie Leiter des chirurgischen Sanitätsdienstes nahm von Langenbeck 1866 am Feldzug gegen Österreich und 1870/71 am Krieg gegen Frankreich teil. Seit dem 24. Dezember 1872 stand Langenbeck à la suite des Sanitätskorps. In dieser Stellung erhielt er 1882 den persönlichen Rang eines Generalleutnants sowie den Titel Wirklicher Geheimer Rat.
Er behandelte Kaiser Wilhelm I. nach dem Attentat Karl Eduard Nobilings am 2. Juni 1878.

## Familie

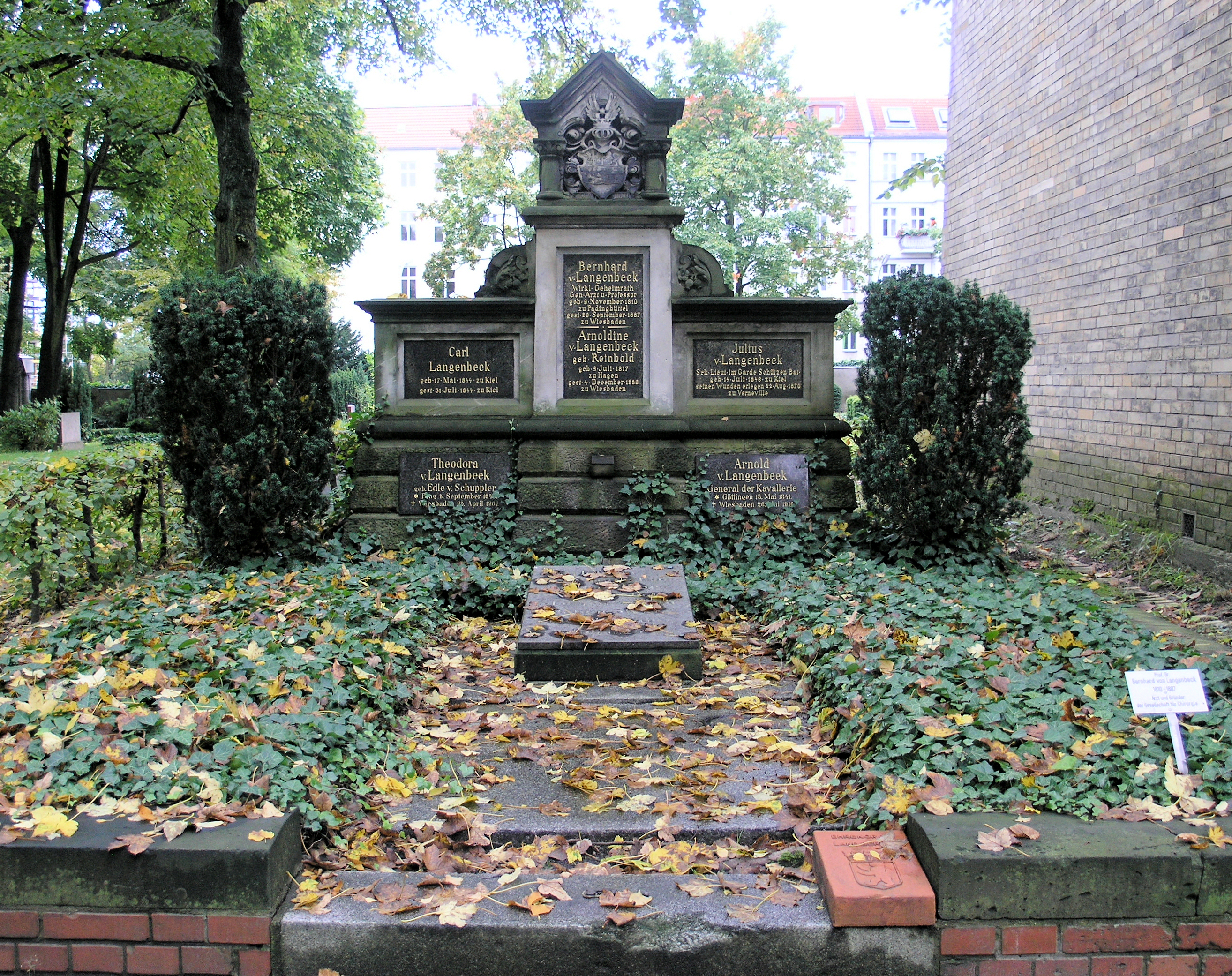
Ehrengrab in Schöneberg

Langenbeck heiratete am 8. April 1840 in Himmelpforten Arnoldine Reinbold (* 9. Juli 1817 in Hannover; † 4. Dezember 1886 in Wiesbaden). Aus der Ehe gingen zwei Söhne und drei Töchter hervor:
- Arnold Georg Eduard (1841–1916), preußischer General der Kavallerie
- Anna (* 1843)
- Karl Friedrich Julius (1846–1870), gefallen als preußischer Sekondeleutnant im Garde-Schützen-Bataillon bei Rezonville
- Helene (1848–1907) ⚭ Arnold von Roon (1840–1906), preußischer General der Infanterie[5]
- Elisabeth (1850–1917) ⚭ 1874 Hans von Plessen (1841–1929), preußischer Generalfeldmarschall

Die Familiengrabstätte befindet sich, als Ehrengrab der Stadt Berlin gekennzeichnet, auf dem Alten St.-Matthäus-Kirchhof Berlin.

## Wirken
Weltbekannt wurde Langenbeck unter anderem mit Operationen im Gesichts- und Kopfbereich. So entwickelte er eine nach ihm benannte Nasen- und Lippenplastik sowie eine Gaumenplastik zur Behandlung der Gaumenspalte und Methode der Kehlkopfexstirpation und der Oberkieferresektion. Er gilt zudem als Pionier der Neurochirurgie. Im Jahr 1852 führte er eine subkutane Osteotomie durch. 1858 versuchte er mit einer (transtrochantär eingebrachten) Metallschraube einen nicht verheilten Schenkelbruch zu behandeln und ist somit der Begründer der Schraubenosteosynthese.

## Instrumente
Langenbeck entwickelte neue Instrumente, die nach ihm benannt sind:
- Flügelzange zum Fassen einzelner hervorgezogener Hämorrhoiden
- Amputationsmesser
- Knochenzange
- Knorpelmesser
- Wundhaken: ein breiter, langer und stumpfer Haken mit rechtwinkelig abgebogenem Blatt
- Nadelhalter

## Bedeutende Schüler
- Theodor Billroth
- Karl David Wilhelm Busch
- Friedrich von Esmarch
- Carl Hueter
- Rudolf Ulrich Krönlein
- Karl Schönborn
- Friedrich Trendelenburg
- Karl Ernst Albrecht Wagner
- Carl Ludwig Schleich

## Gedenken
- Gedenktafel in Göttingen, Obere Maschstraße 6, für die Wohnzeit von 1838 bis 1842.
- Kopfbüste am Langenbeck-Virchow-Haus in Berlin, Luisenstraße 58 von C.F.E. Hartzer 1882
- Ölgemälde von Ismaél Gentz im ersten Stock des Langenbeck-Virchow-Hauses, Berlin, Luisenstr. 58 anlässlich der Begründung der Deutschen Gesellschaft für Chirurgie. Hier steht von Langenbeck mit Billroth gegenüber von Victor von Bruns (1812–1883) Chirurg und Gründungsmitglied der Deutschen Gesellschaft für Chirurgie (noch ohne Abb. siehe hierzu Lit. Peiper, H.J.)
- Kopfbüste B. von Langenbeck. Originalskulptur am Langenbeck-Virchow-Haus des Potsdamer Bildhauers Golter (2004), gestiftet von der Firma Aeskulap.
- Wandbildnis, Chir. Klinik Universitätskliniken Heidelberg, EG-Halle.
- Der Langenbeckplatz und die Langenbeckstraße in Wiesbaden wurden nach ihm benannt.
- Die Langenbeckstraße in Mainz wurde nach ihm benannt.
- Die Deutsche Gesellschaft für Chirurgie verleiht seit 1954 zweijährlich, seit 1968 jährlich den renommierten Von-Langenbeck-Wissenschaftspreis für besondere wissenschaftliche Leistungen auf dem Gebiet der Chirurgie.

## Bilder

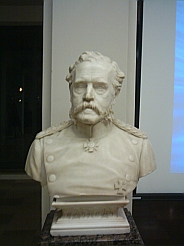
Marmorbüste im Langenbeck-Virchow-Haus
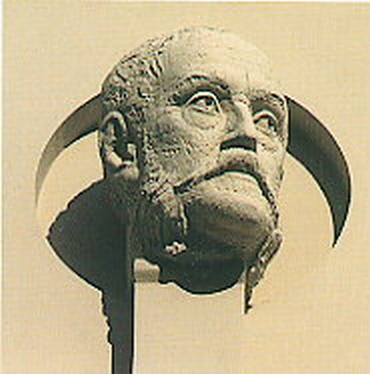
Steinskulptur am Langenbeck-Virchow-Haus